# Mouthier-Haute-Pierre
Mouthier-Haute-Pierre ist eine französische Gemeinde mit 357 Einwohnern (Stand: 1. Januar 2022) im Département Doubs in der Region Bourgogne-Franche-Comté.

## Geographie

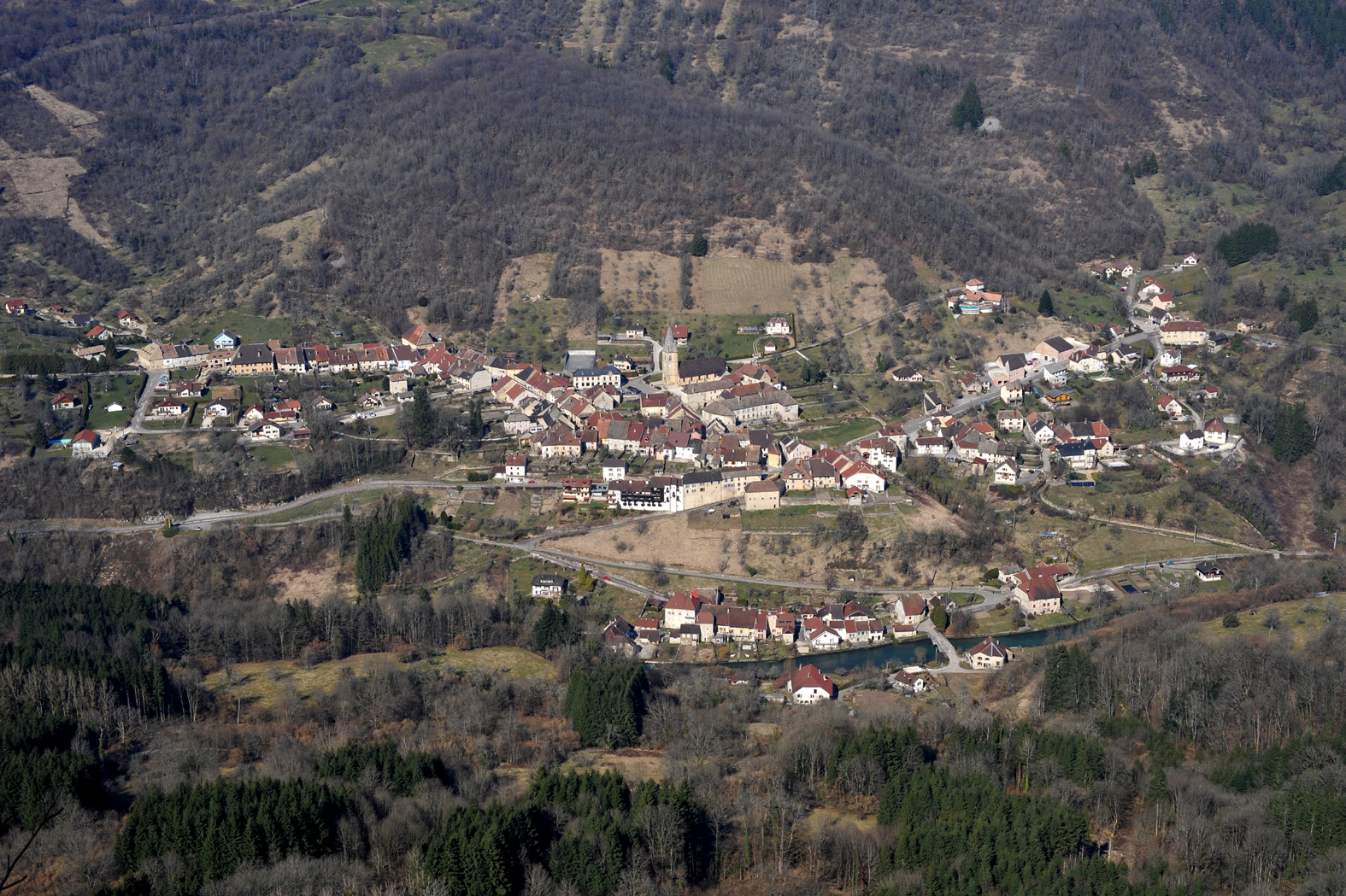
Mouthier-Haute-Pierre vom Belvédère bei Renédale

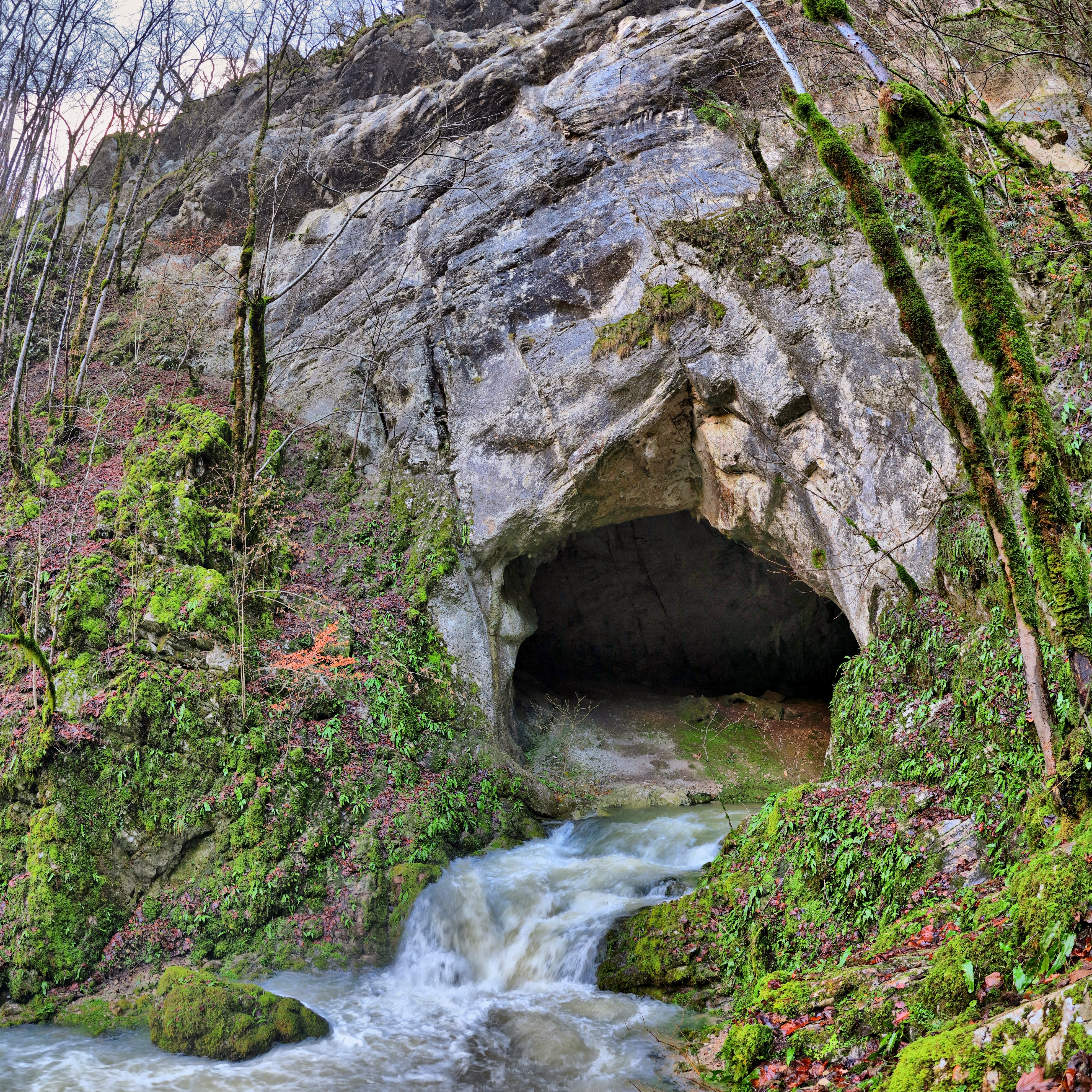
Grotte de la Baume Archée

Mouthier-Haute-Pierre liegt auf 408 m über dem Meeresspiegel, zwölf Kilometer südöstlich von Ornans und etwa 29 Kilometer südöstlich der Stadt Besançon (Luftlinie). Das Dorf erstreckt sich im Jura, im schmalen Tal der oberen Loue, das tief in die umgebenden Hochflächen eingeschnitten ist, nahe der Karstquelle der Loue. Der Talkessel wird überragt von den markanten Kalkfelswänden und Vorsprüngen de Felsen Roche de Hautepierre und Rocher du Moine.
Die Fläche des 12,13 km² großen Gemeindegebiets umfasst einen Abschnitt des französischen Juras. Der zentrale Teil des Gebietes wird vom Talkessel von Mouthier eingenommen, der obersten Talweitung der Loue. Der Kessel ist hier fast 400 m tief in die umgebenden Hochplateaus eingeschnitten und wird von der Loue von Südosten nach Nordwesten durchflossen. Seine steilen Hänge werden von charakteristischen Kalkfelswänden durchzogen und gekrönt. Im Norden reicht der Gemeindeboden zu den Felsformationen der Roche de Hautepierre (bis 800 m) und an den Rand des Plateaus von Hautepierre.  Direkt gegenüber befinden sich auf der Südseite des Kessels die Rochers du Capucin mit dem Aussichtspunkt Rocher du Moine (ebenfalls bis 800 m). Am Höhenrücken des Belvoir wird hier mit 867 m die höchste Erhebung von Mouthier-Haute-Pierre erreicht. Nach Südosten erstreckt sich das Gemeindeareal in den unteren Abschnitt der Gorges de Nouailles, einer wilden Felsschlucht, die von der Loue geschaffen wurde. Kurz vor dem Eingang in die Schlucht befinden sich die Karstquelle Source du Pontet und die Höhlen Baume Archée und Grotte des Faux-Monnayeurs.
Die Gemeinde besteht aus den beiden Ortsteilen Mouthier Haut (440 m) am nördlichen Talhang der Loue unterhalb des Roche de Hautepierre und Mouthier Bas (390 m) an der Loue. Nachbargemeinden von Mouthier-Haute-Pierre sind
- Les Premiers Sapins mit Athose im Norden und Hautepierre-le-Châtelet im Osten,
- Aubonne, Ouhans, Renédale und Évillers im Süden,
- Longeville und Lods im Westen.

## Geschichte
Die Anfänge von Mouthier gehen auf die Gründung des Benediktinerklosters Saint-Pierre de la Haute-Pierre im 9. Jahrhundert zurück. Die Mönche machten die Gegend urbar und legten damit den Grundstein für die Besiedlung. Im Jahr 1639 wurde das Dorf von Truppen des Herzogs Bernhard von Sachsen-Weimar in Mitleidenschaft gezogen. Zusammen mit der Franche-Comté gelangte es mit dem Frieden von Nimwegen 1678 an Frankreich. Erst 1962 wurde der offizielle Gemeindename von Mouthier in Mouthier-Haute-Pierre geändert. Heute ist Mouthier-Haute-Pierre Mitglied des Gemeindeverbandes Loue-Lison.

## Sehenswürdigkeiten

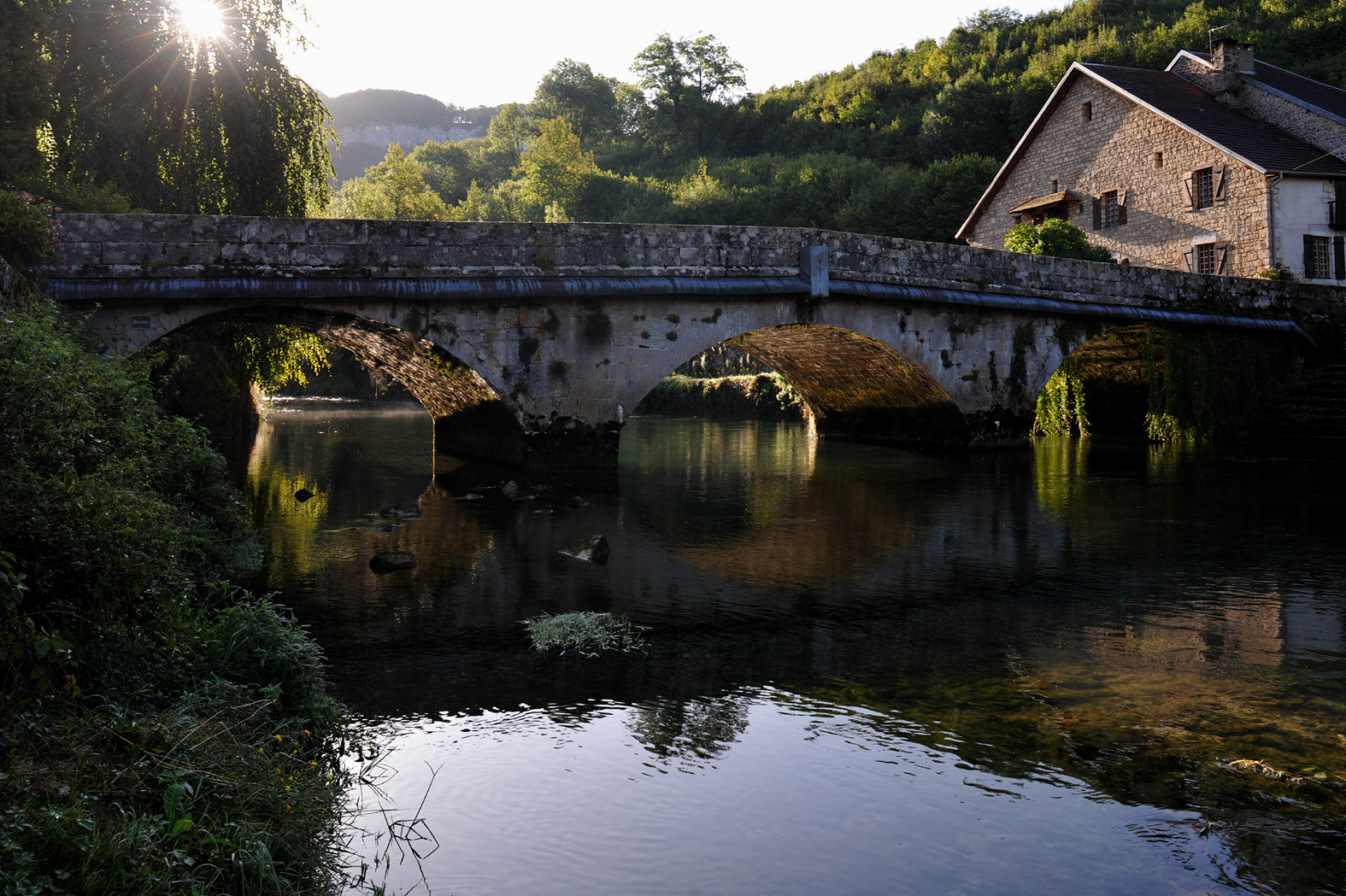
Brücke über die Loue

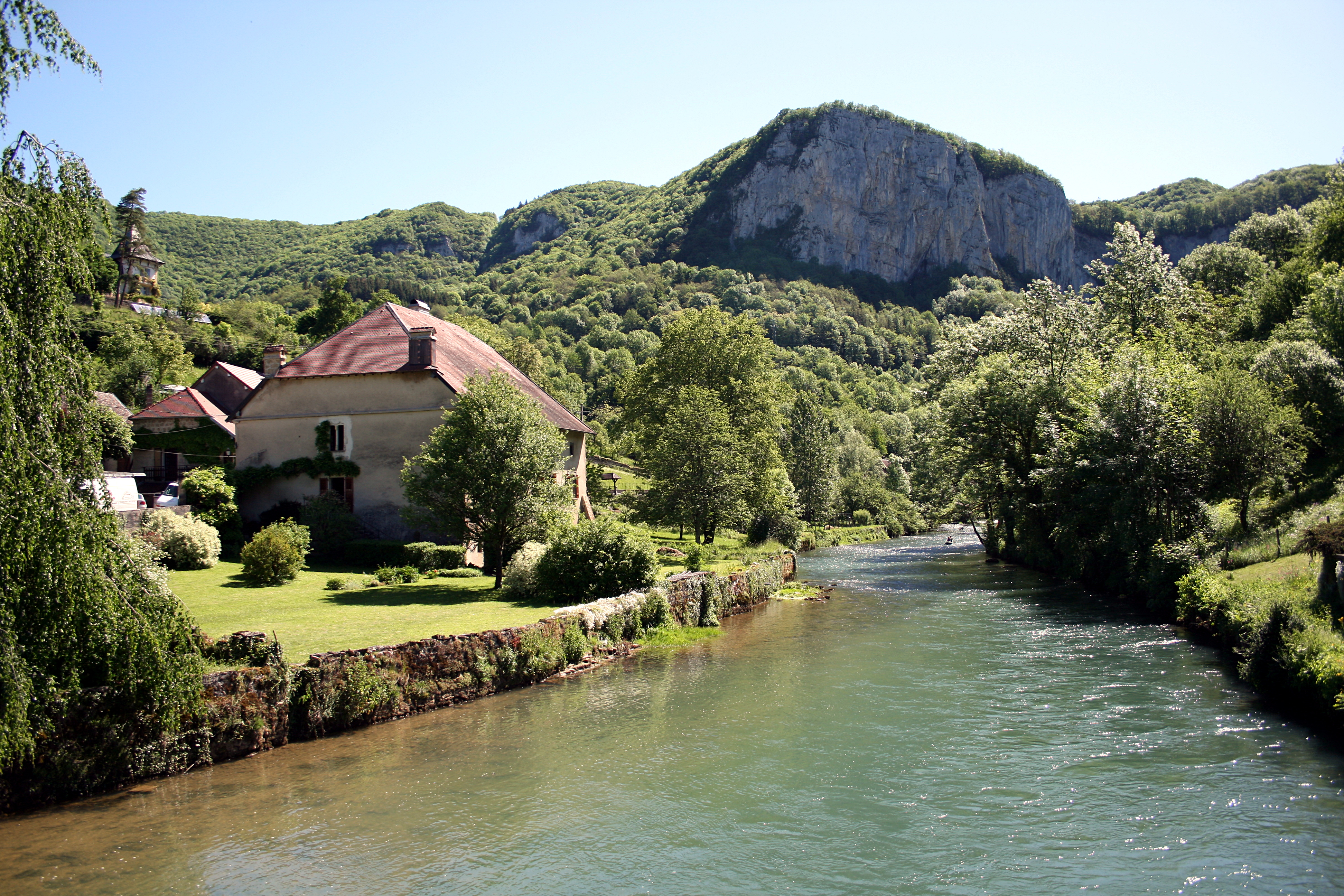
Die Loue

Die Kirche Saint-Laurent stammt ursprünglich aus dem 12. Jahrhundert. Ihre heutige Gestalt erhielt die Kirche beim weitgehenden Neubau im 16. Jahrhundert im gotischen Flamboyantstil. Sie besitzt eine reiche Ausstattung, darunter Statuen aus dem 15. Jahrhundert, einen Altar aus dem 17. Jahrhundert sowie Kanzel und Chorgestühl aus dem 18. Jahrhundert. Von der ehemaligen Prioratskirche sind kaum noch Überreste sichtbar, hingegen ist das Prioratsgebäude aus dem 18. Jahrhundert erhalten. Der alte Ortskern ist geprägt durch enge Gassen gesäumt von zahlreichen Bürger- und Winzerhäusern im charakteristischen Stil der Franche-Comté aus dem 16. bis 18. Jahrhundert. Das kleine Musée Phisalix in der Mairie (Gemeindehaus) zeigt eine Sammlung über die Naturgeschichte und die Fauna der Region. Eine Steinbrücke, die im 16. Jahrhundert erbaut wurde, überspannt die Loue.

## Bevölkerung
| Jahr                       | 1962 | 1968 | 1975 | 1982 | 1990 | 1999 | 2006 | 2016 |
| Einwohner                  | 377  | 315  | 338  | 360  | 356  | 343  | 318  | 328  |
| Quellen: Cassini und INSEE |      |      |      |      |      |      |      |      |

Mit 357 Einwohnern (1. Januar 2022) gehört Mouthier-Haute-Pierre zu den kleinen Gemeinden des Départements Doubs. Nachdem die Einwohnerzahl in der ersten Hälfte des 20. Jahrhunderts markant abgenommen hatte (1881 wurden noch 831 Personen gezählt), wurden seit Beginn der 1960er Jahre nur noch relativ geringe Schwankungen verzeichnet.

## Wirtschaft und Infrastruktur
Mouthier-Haute-Pierre war lange Zeit ein durch die Landwirtschaft (mit Weinbau, der heute gänzlich aufgegeben ist) und kleinere Gewerbebetriebe geprägtes Dorf. Die Wasserkraft der Loue wurde schon früh für den Betrieb von Mühlen, Sägereien sowie für eisenverarbeitendes Gewerbe genutzt. Heute gibt es einige Betriebe des Klein- und Mittelgewerbes, darunter ein Wasserkraftwerk, verschiedene Handwerksbetriebe und Unternehmen des Einzelhandels. Von Bedeutung ist die Kirschherstellung. Einige Erwerbstätige sind auch Wegpendler, die in den größeren Ortschaften der Umgebung ihrer Arbeit nachgehen.
Die Ortschaft ist verkehrstechnisch gut erschlossen. Sie liegt an der Departementsstraße D67, die von Ornans nach Pontarlier führt. Eine weitere Straßenverbindung besteht mit Hautepierre-le-Châtelet.